# Godstone
Godstone is een civil parish in het bestuurlijke gebied Tandridge, in het Engelse graafschap Surrey met 5949 inwoners.

## Galerij

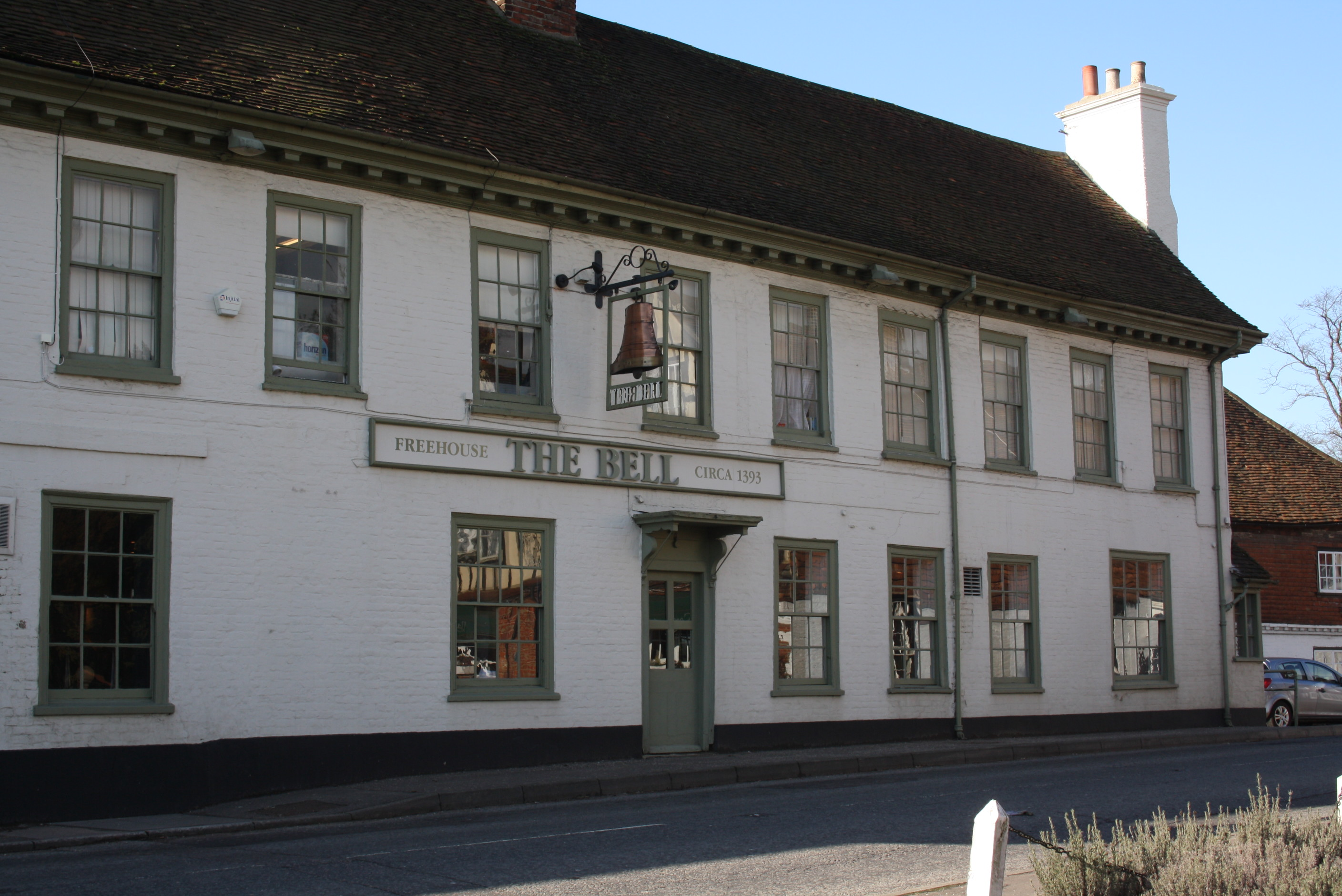
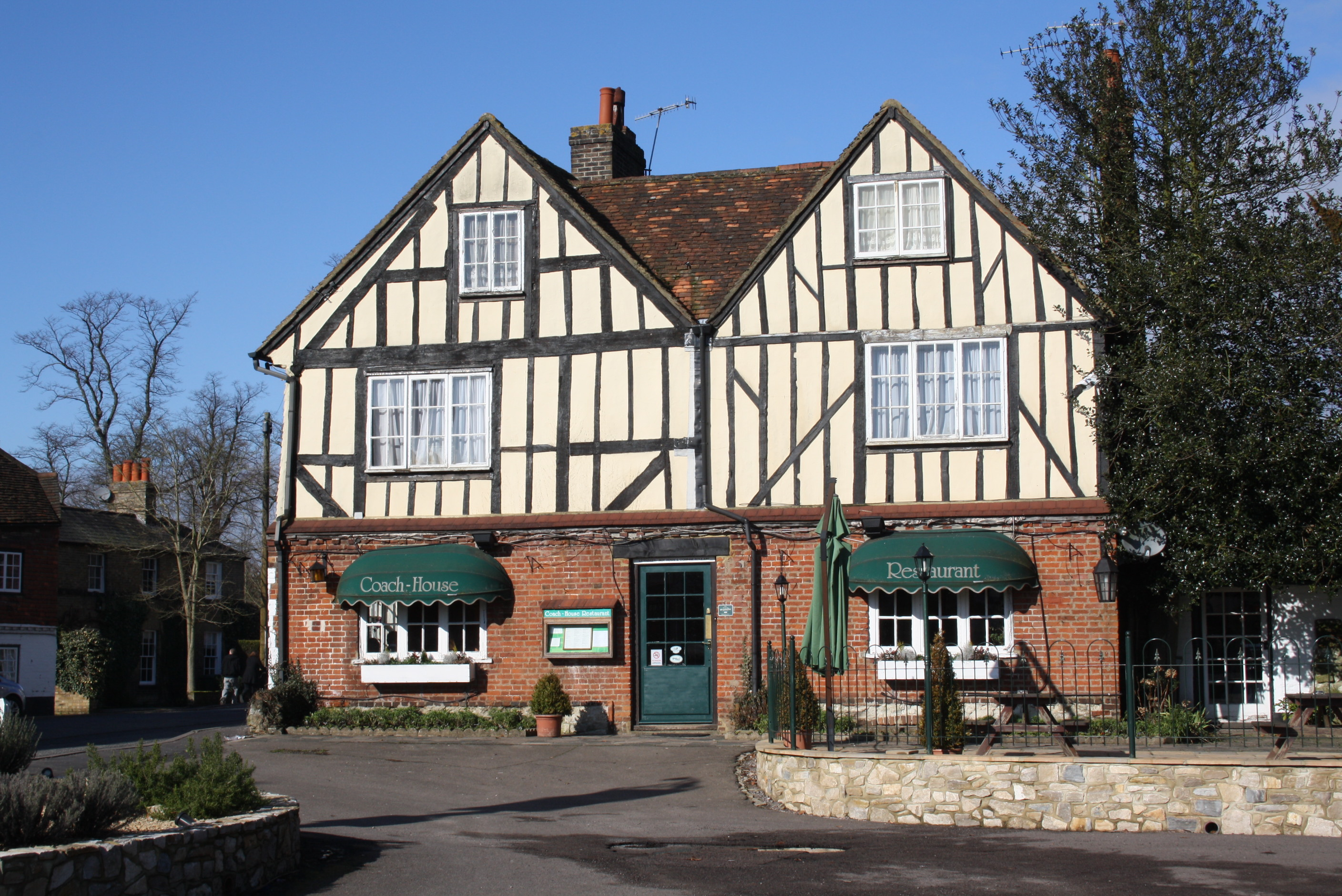
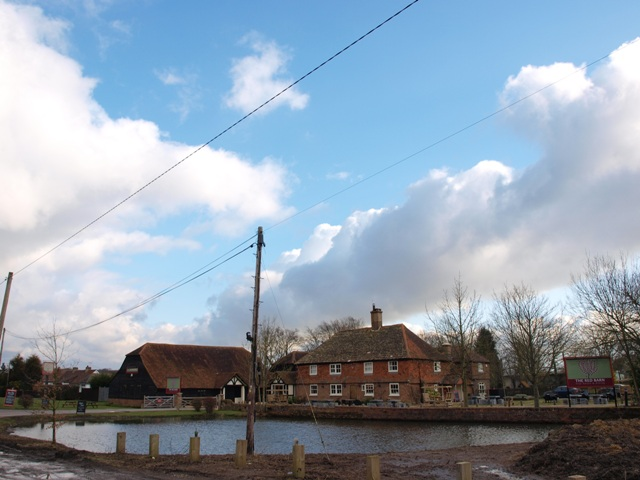
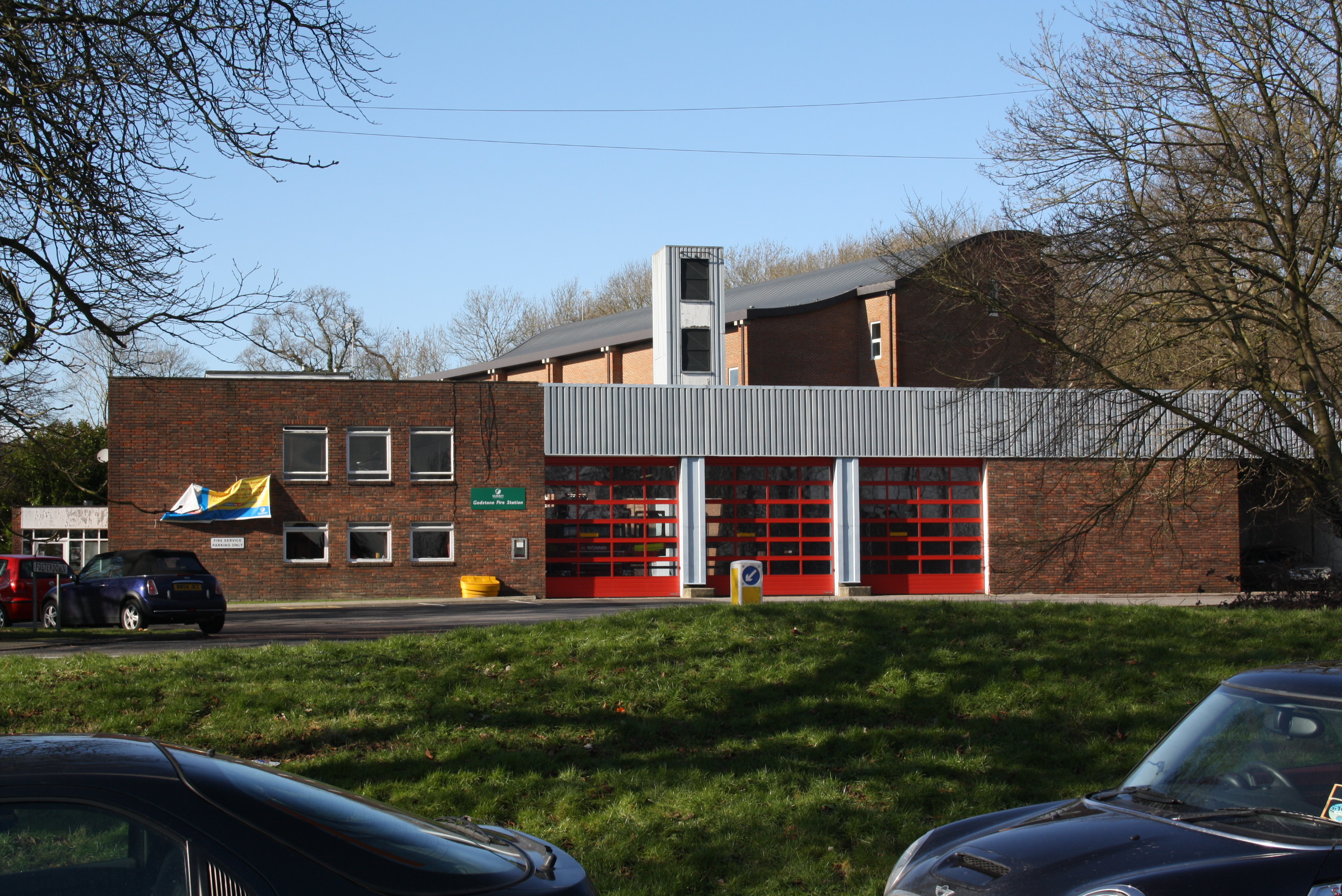
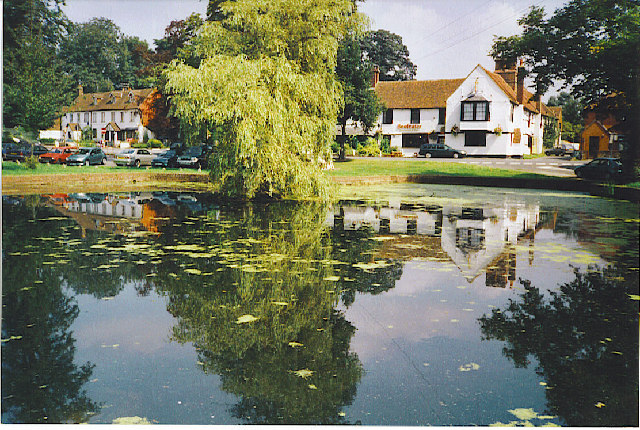